# Tatort: Die Liebe der Schlachter
Die Liebe der Schlachter ist ein Fernsehfilm aus der Kriminalreihe Tatort der ARD und des ORF. Der Film wurde von Radio Bremen produziert und am 16. November 2003 erstmals ausgestrahlt. Es handelt sich um die 547. Tatort-Folge. Für Kriminalhauptkommissarin Inga Lürsen (Sabine Postel) ist es der zehnte Fall, für Kriminalhauptkommissar Stedefreund (Oliver Mommsen) der fünfte, in dem sie zusammen ermitteln.

## Handlung
Sandra Wiemann wird von Frau Dortschy, einer Nachbarin, tot in der Badewanne entdeckt. Kriminalhauptkommissar Stedefreund nimmt die Ermittlungen auf und trifft im Treppenhaus nicht nur die aufgelöste Nachbarin, sondern auch den Hausmeister Walter Jehke. Das Metzger-Ehepaar Pietsch bekommt während des Ladenverkaufs das Polizeiaufgebot in der Nachbarschaft mit und erkundigt sich bei der Kundschaft, was passiert sei. Wie durch Zufall klingelt Stedefreund an der Tür von Helen, die eine Etage höher gerade mit ihrer Mutter, Kriminalhauptkommissarin Inga Lürsen, Malerarbeiten in ihrer neuen Wohnung erledigt. Das wird unweigerlich auf verdeckte Ermittlungen hinauslaufen ... Und es dauert tatsächlich keine fünf Minuten, da spaziert Lürsen in die Wohnung des Opfers.
In Tränen aufgelöst steht Hans Pietsch vor einem Kinderbild. "Wir haben kein Glück mit unseren Kindern", kommentiert Lisa Pietsch. Sie stehen fassungslos vor dem mit drei Services gedeckten Tisch. Pietschs hatten vor 10 Jahren ihr Kind Marie bei einem Autounfall verloren.
Der Personalleiter des Kaufhauses bescheinigt Sandra Wiemann, einen guten Job gemacht zu haben. Allerdings habe sie der Kollegin aus der Kosmetikabteilung den Freund ausgespannt – behauptet diese. Sie war jedenfalls erwachsener als sie ausgesehen hat. Das half ihr auch beim Babysitting von Pauline, Tochter der Nachbarin Angela Sobiech.
Hausmeister Jehke macht auf seine schleimige Art Lisa Pietsch gegenüber Andeutungen, etwas zu wissen. Er meint Ansprüche zu besitzen, da sie vor langer Zeit kurz zusammen waren. Schlachter Pietsch wiederum beichtet sein Verhältnis mit Sandra. Lisa Pietsch hatte das in den vergangenen fünf Monaten natürlich bemerkt. Sie schildert, wie sie Sandra zu Rede stellen wollte, aber von ihr, auch durch das Entkleiden, verhöhnt wurde. Es kam zum Handgemenge, und Sandra stürzte unglücklich. Hans ist sprachlos und Lisa versucht ihm verzweifelt zu erklären, dass er doch das Wichtigste in ihrem Leben sei. Sie kann und will sich jedenfalls nicht der Polizei stellen. Dann spricht sie vom One-Night-Stand mit dem Hausmeister. Die Pause ist noch nicht vorbei, als dieser mit einer Rose vor der Tür steht. Lisa schließt ihm auf, und er wird nicht nur zudringlich, sondern versucht, Lisa hinter dem Tresen zu vergewaltigen. Endlich hört das Schlachter Pietsch. Er reißt Jehke von seiner Frau weg und schleudert ihn unglücklich an den Fleischhaken, von dem er tot nach vorne kippt. Lisa sperrt ihren Mann im Kühlraum ein, damit er nicht zur Polizei gehen kann. Sie spricht wie in Trance von Kindheitserinnerungen mit ihrem Vater.
Unterdessen erhärten sich Verdachtsmomente gegen Angela Sobiech, die möglicherweise Sanda Wiemann anonym beim Finanzamt wegen Prostitution angezeigt hat. Als Inga Lürsen beim Altpapier-Container die Schreibmaschinentypen vergleichen will, kommt Frau Sobiech dazu und KHK Lürsen muss sich erklären. Die alleinerziehende Mutter spricht von ihren Beobachtungen in der Wurstküche, aber auch, dass sie Walter Jehke die Schreibmaschine vor etwa 2 – 3 Monaten geliehen habe.
Die Versuche, den schwergewichtigen Jehke verschwinden zu lassen, gestalten sich als schwierig. Jedenfalls kann ihn Hans Pietsch nicht mit der Fleischsäge durchtrennen. Als Lisa alle Schuld auf sich nimmt, kommen sich die beiden seit langer Zeit wieder näher. Am nächsten Morgen klammert sich Lisa an ihren Mann, der Zweifel hat, dass sie irgendeine Zukunft haben. Sie versucht gerade unter entsprechender Kraftanstrengung den gut verschnürten Toten aus dem Kühlraum zu schaffen, als Lürsen in der Schlachterei auftaucht und sich als Kommissarin zu erkennen gibt. Lisa Pietsch reagiert überraschend natürlich. Als beide von der angeblichen Liebschaft zwischen Sandra und Hans konfrontiert werden, streiten sie das strikt ab, können aber die erfahrenen Kommissare nicht überzeugen. Als Ablenkungsmanöver schiebt Pietsch die Mülltonne gegen Lürsens Auto. Nachdem sie sich den Schaden angesehen hat, ist der Lieferwagen von Pietsch verschwunden. Endlich kann die Leiche des Hausmeisters im Hafenbecken von einem Ruderboot aus versenkt werden. Das bringt aber keine Erleichterung, sondern lässt alle vergangenen Geschehnisse mit Tochter Marie und Sandra wieder aufwallen. Lisa gibt den Mord an Sandra zu und bedroht ihren Mann mit einem Fleischermesser. Dann gehen beide über Bord.
Die Vernehmungen im Präsidium führen nicht weiter. Die Eheleute Pietsch müssen auf freien Fuß gesetzt werden. Kommissar Zufall lässt Inga Lürsen just in dem Augenblick durch den Fensterschlitz in Pietschs Küche sehen, als Lisa Pietsch ihren vom Rattengift zusammengebrochenen Mann aufrichtet und wegschafft. Lürsen wird überwältigt, aber Pietsch gibt entkräftet auf.

## Hintergrund
Die Dreharbeiten fanden vom 3. Juni bis zum 4. Juli 2003 in Bremen und der näheren Umgebung statt. Produktionssender war Radio Bremen (RB).

## Rezeption

### Einschaltquoten
Bei seiner Erstausstrahlung am 16. November 2003 erreichte der Film 7,8 Mio. Zuschauer, was einem Marktanteil von 21,30 % entspricht.

### Kritiken
TV Spielfilm urteilte: „Realistisch, tragisch und hoch emotional“